# Bhimphedi (municipalité)
Bhimphedi est une municipalité rurale du Népal, située dans le district de Makwanpur, de la province de Bagmati. La population s'élève à 23 344 habitants selon les chiffres du recensement de 2011. Son chef-lieu est Bhimphedi.
La municipalité est créée lors de la réorganisation administrative du 10 mars 2017 par la fusion des anciens comités de développement villageois de 
Bhainse, Bhimphedi, Ipa Panchakanya, Kogate, Nibuwatar et une partie de celui de Namtar.